# Мерени (Олт)
Мерени (рум. Mereni) насеље је у Румунији у округу Олт у општини Барашти. Oпштина се налази на надморској висини од 282 m.

## Становништво
Према подацима из 2002. године у насељу је живело 203 становника, од којих су сви румунске националности.